# Pasterze
De Pasterze is met zijn 8,4 km lengte de grootste gletsjer van Oostenrijk. Hij bevindt zich aan de voet van de Großglockner in het Mölltal (Pasterzenboden) bij Heiligenblut. Sinds 1856 is de 30 km² grote ijsmassa met de helft afgenomen. Jaarlijks verliest de Pasterze ongeveer 25 m lengte, waardoor de wandelroute steeds verandert. De gletsjer is bereikbaar vanaf de Kaiser-Franz-Josefs-Höhe.

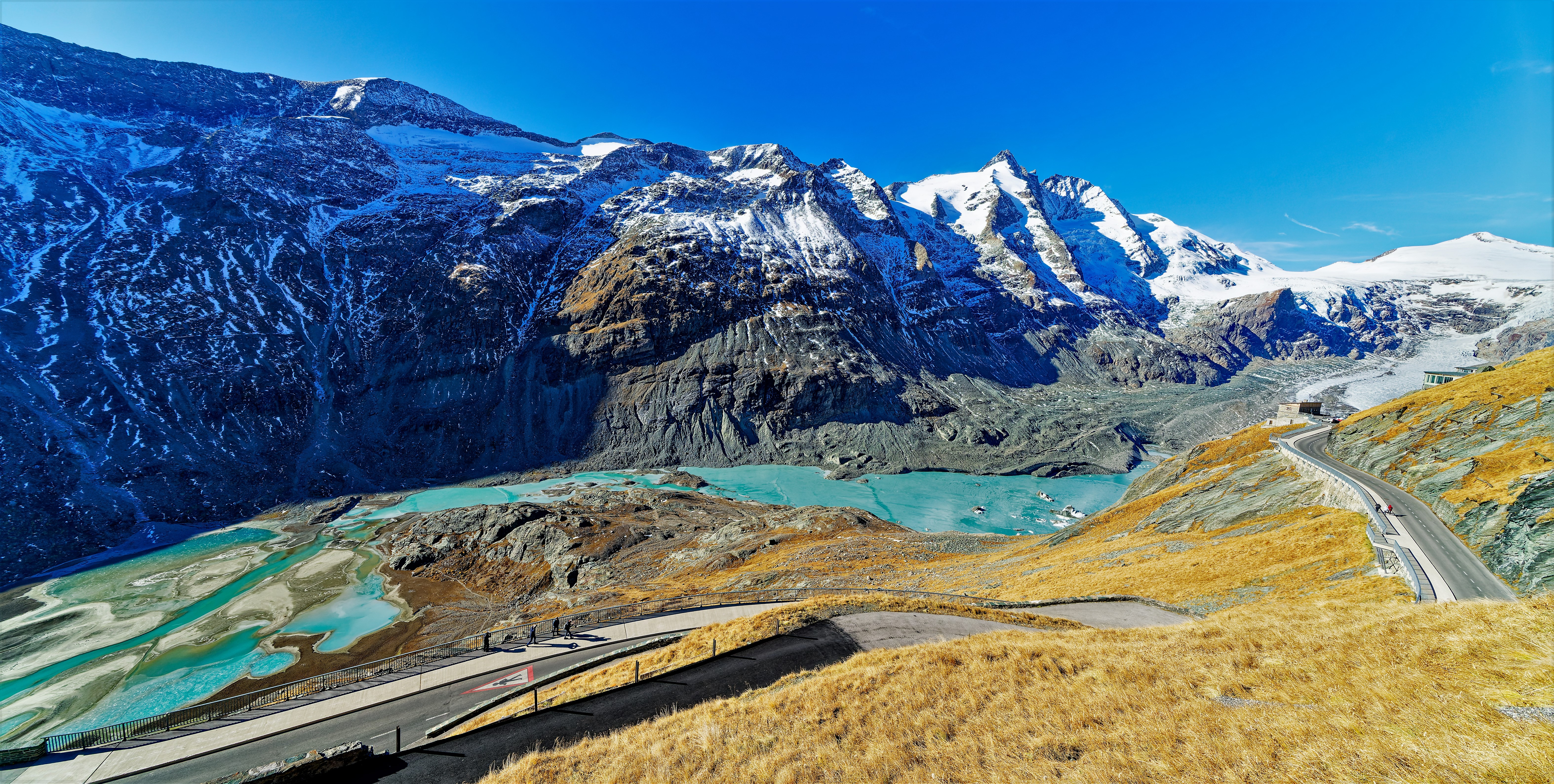
Pasterzensee 2021

Boven de gletsjer is op 3463 m hoogte de Johannisberg te zien, een van de bergtoppen van de Großglocknergroep. Ernaast ligt de Sonnenwelleck 3261 m en de hoogste top, de Großglockner van 3798 m. De gletsjerbodem is per trap of lift te bereiken. Ongeveer tot en met 2010 reikten de trap en lift tot aan de gletsjer. Sindsdien is de gletsjer zo ver teruggetrokken dat men enkele kilometers over alpine terrein moet afleggen om de gletsjer te bereiken.
Gepatschferner · Grinner Ferner · Gurgler Ferner · Guslarferner · Hintereisferner · Hintertuxer Gletscher · Hochjochferner · Kesselwandferner · Mittelbergferner · Niederjochferner · Pasterze ·  Rettenbachferner · Stubaier Gletscher · Taschachferner · Vernagtferner